# 玉井祐吉

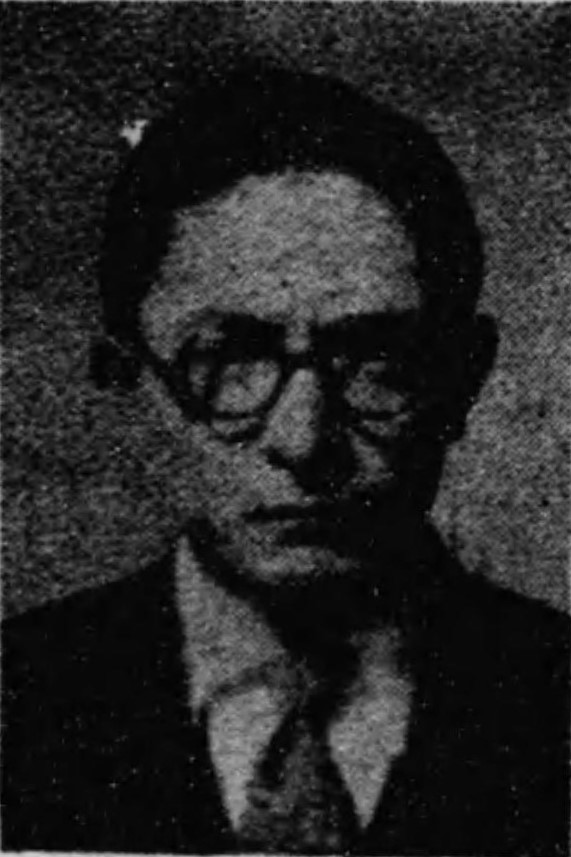
玉井祐吉

玉井 祐吉（たまい ゆうきち、1915年（大正4年）1月11日 - 2002年（平成14年）2月24日）は、昭和期の農民運動家、実業家、政治家。衆議院議員。

## 経歴
新潟県出身。1941年（昭和16年）東京帝国大学法学部法律学科（独法）を卒業した。
日本曹達社員、日本鋼管（現JFEスチール、JFEエンジニアリング）社員を経て東山炭礦所長に就任。その後、農民運動、労働運動に加わり日本農民組合青年部、同新潟県連執行委員長、日本社会党新潟支部青年部長を務めた。
1947年（昭和22年）4月の第23回衆議院議員総選挙で新潟県第2区に日本社会党公認で出馬して初当選。1949年（昭和24年）1月の第24回総選挙で労働者農民党公認で出馬して再選されたが、選挙区内の中蒲原郡七谷村での選挙が無効となり、1950年（昭和25年）10月に再選挙が行われ改めて当選が確定し、衆議院議員に連続2期在任した。
その後、印刷業、農場の経営を行った。